# Nephodia furiata
Nephodia furiata là một loài bướm đêm trong họ Geometridae.